# Wangdian (socken i Kina, Guangxi)
Wangdian (kinesiska: 汪甸瑶族乡, 汪甸) är en socken i Kina. Den ligger i den autonoma regionen Guangxi, i den södra delen av landet, omkring 250 kilometer nordväst om regionhuvudstaden Nanning. Antalet invånare är 25502. Befolkningen består av 12 185 kvinnor och 13 317 män. Barn under 15 år utgör 19,0 %, vuxna 15-64 år 73 %, och äldre över 65 år 7,0 %.
Genomsnittlig årsnederbörd är 1 511 millimeter. Den regnigaste månaden är juni, med i genomsnitt 354 mm nederbörd, och den torraste är februari, med 20 mm nederbörd.